# 博雅娜·米倫科維奇
博雅娜·米倫科維奇（1997年3月6日—），塞爾維亞女子排球運動員。現時效力於斯坎迪奇女排俱樂部。曾隨隊代表國家參加2018年世界女子排球錦標賽，最終獲得冠軍。

## 獎項

### 國家隊
- 2017年歐洲女子排球錦標賽： - 金牌
- 2018年世界女子排球錦標賽： - 金牌
- 2019年歐洲女子排球錦標賽： - 金牌